# バーディー大作戦
『バーディー大作戦』（バーディーだいさくせん）は、1974年5月11日から1975年5月17日までTBSで毎週土曜日21:00 - 21:55に放送されていたアクションドラマ。全54回。
映像上の題名は「BIRDIE」。

## 概要
前作『アイフル大作戦』と作品世界を共有する続編。当初は『アイフル大作戦』から引き続き軽快なエピソードが主流であったが、次第にハードボイルド色を強めていった。
小川眞由美が演じた校長岸涼子が去ったアイフル探偵学校の伊吹裕二が、元生徒の井口マリ、原田三平らと共に警視庁の桜田警部を局長に迎えて探偵局をつくり（桜田の意向により探偵学校は廃校）、様々な事件を解決に導くまでを描いた作品。
オープニングは芥川隆行による「バーディ、一歩先んじてナイスショット！」というナレーションにより始まるが、「バーディー」とはゴルフ用語で、規定数で終了することをパー、それより1打少なくあがることをバーディーと呼ぶ。本作では、転じてチャンス到来という意味で捉え、男性的なハードボイルドタッチのアクション・ドラマを狙っていた（日本コロムビア株式会社のCD「懐かしの東映TV映画主題歌テーマ集」解説書より）。
『キイハンター』『アイフル大作戦』に続いて、本作でも次回予告のナレーションの始まりは固有の表現があり、「バーディー大作戦、次のナイスショット」という語りから始まる。

## あらすじ
校長岸涼子がアイフル探偵学校を去ったことで、講師の伊吹裕二が校長に、生徒だった井口、原田らは、岸涼子によって講師に認定され、学校を一新するも、生徒は来ず、探偵の仕事は閑古鳥が鳴く状態。家賃も3日以内に払えなければ立ち退きを迫られる中、都内では拳銃連続強盗が発生。その事件の解決に忙しい桜田門こと桜田警部らの誰か名の知れた人を校長に祭り上げることで、一山儲けようと画策する裕二たちだった。

## キャスト
バーディ探偵局
- 桜田局長：丹波哲郎（第1話〜第33話、第35話、第38話〜第42話、第44話、第46話〜第48話、第50話〜第54話）

警視庁の警部だったのが、アイフル探偵学校の伊吹らによって、バーディ探偵局の局長にされてしまった。フルネームは第一話をはじめ“桜田正一”と変化したエピソードも存在した。
- 伊吹裕二：谷隼人（第1話〜第54話）

海外へ旅立った岸涼子に代わってアイフル探偵学校の校長に昇格するも経営難から桜田が開設したバーディ探偵局で局長代理を務める。しかし、最終話で事件解決直後、自転車で進む子供たちを救うため、マリと共に爆死。
- 韋駄典介：沖雅也（第1話、第2話、第5話〜第7話、第9話〜第16話、第18話、第19話、第21話、第22話）

設定ではアイフル探偵学校の元生徒。卒業と同時に講師に昇格。三平、マリと共に桜田を探偵学校の校長に仕立てようと画策するが、成り行きから新設されたバーディ探偵局の所属に。オープニングでは第26話まで登場しているが、実際の出演は第22話まで。
- 原田三平：川口厚（第1話〜第54話）

元アイフル探偵学校生徒。卒業と同時に講師に昇格するも、バーディ探偵局の一員に。
- 井口マリ：松岡きっこ（第1話〜第54話）

元アイフル探偵学校生徒。卒業と同時に講師に昇格も、バーディ探偵局の一員に。しかし、最終話で事件解決直後、自転車で進む子供たちを救うため、裕二と共に爆死。
- ドラゴン：倉田保昭（第26話〜第54話）

本名及び国籍は不明の怪盗。第26話で泥棒稼業から足を洗い、バーディ探偵局に転職。空手が得意。
- 一条吾郎：岡本富士太[注 1]（第27話〜第29話、第32話、第34話〜第54話）

アマチュアレーサーの青年。第27話で訳ありの事情からバーディ探偵局に転職。
- ミッチー：安西マリア（第27話〜第46話、第48話〜第54話）

七変化のミッチーを名乗っていた女スリ。改心し第27話からバーディ探偵局に転職。
- 榊冴子：木の実ナナ（第1話、第3話）

バーディ探偵局経営者。アイフル探偵学校校長・岸涼子の幼友達で探偵局に興味を持ったことから岸涼子から経営権を譲り受けるが第3話で探偵局運営にうまみが感じられなくなったと見切りを付け桜田らと決別。経営権を手放す。
探偵局のビルの1階のゲームセンター
- ココ：和田アキ子（第1話〜第6話、第8話、第10話、第12話〜第14話、第17話〜第19話、第21話、第23話）

ゲームセンターのマネージャー。追出刑事とは相思相愛の仲。スリを得意とし、追出刑事に逮捕されたことがある。20歳を超えてから急激に身長が伸びたため、第1話で追出刑事と身長差がなくなったことなど思い出話に花が咲いた。
オープニングでは第26話まで登場しているが、実際の出演は第23話まで。ゲームセンターも第20話以降は、バーディ探偵局直営と思しきスナック店へ変更された。
警視庁
- 追出（おいで）刑事：藤木悠（第1話〜第54話）

通称「ドデカ」。ココとは相思相愛の仲という設定も、第23話を最後に消滅する。フルネームは追出大五郎。
- 行内（ゆかない）刑事：小林稔侍（第1話〜第54話）

追出刑事の部下。加納弘子婦警とは警察学校時代の同期。
- 加納弘子婦警：牧れい[注 2]（第24話、第37話、第53話）

行内刑事の婚約者。妹のめぐみ（演：斎藤里花）と同居している。警視庁中里署中央交番勤務。
追出・行内コンビは、「おいで」「行かない」という駄洒落でもある。

## 放映リスト
1974年
| 話数 | 放送日   | サブタイトル                  | 脚本                  | 監督     | ゲスト（太字はメインゲスト、クレジットタイトルの表記順） |
| ---- | -------- | ----------------------------- | --------------------- | -------- | --- |
| 1    | 5月11日  | 連続ピストル強盗団            | 小山内美江子          | 深作欣二 | 曽根晴美、伊達弘、相馬剛三／山浦栄、五野上力、佐川二郎、木村修、藤田薫 |
| 2    | 5月18日  | 現金輸送車大追跡!             | 高久進                | 竹本弘一 | 嘉手納清美、千波丈太郎／大下哲矢、松崎真、田川恒夫、山田光一、木村修／平野超人、比良元高、倉田妙子、トニー・セテラ                                                                                               |
| 3    | 5月25日  | ギャング対Gメン盗聴作戦       | 池田雄一              | 山内柏   | 岡田可愛／藤村有弘、井上昭文、佐々木功／大泉滉、内田勝正、団巌／相馬剛三、仲塚康介、山浦栄 |
| 4    | 6月1日   | シャレコウベは女の顔!         | 池田雄一              | 村山新治 | 入川保則、北川美佳／白石奈緒美、滝川潤、藤岡恵子、広城さよ／相馬剛三、伊藤漢、八木啓子、山浦栄 |
| 5    | 6月8日   | キッスは殺しのパスポート      | 小山内美江子          | 山口和彦 | 土井かつえ／渡辺文雄／中田博久、中村孝雄、山本昌平／清水理絵、下川清子 |
| 6    | 6月15日  | 殺し屋収容所                  | 高久進                | 小西通雄 | 黒沢のり子、鶴見丈二／石立和男、広瀬昌助、八名信夫／西本良治郎、山岡淳二、高橋健二、栗原敬、ロルフ・ジェーサー                                                                                                   |
| 7    | 6月22日  | スター結婚式殺人事件          | 近藤正 小山内美江子   | 小西通雄 | ホーン・ユキ／戸部夕子、宗方奈美／江藤潤、中井啓輔 |
| 8    | 6月29日  | 生きたまま火葬にしろ！        | 池田雄一              | 山内柏   | 高岡健二、川合伸旺／浜田晃、水上竜子、太刀川寛、渡辺千世／竹田将二、守山竜二、平野超人、佐川二郎、二宮吉右ヱ門／フランク・ジョーンズ、レナタ・ヘラルド、エリック・ホックス                                       |
| 9    | 7月6日   | 怪談 死を招く超能力の女       | 高久進 佐藤肇         | 佐藤肇   | 金井由美、松川勉、勝部演之／森塚敏、天本英世、国景子、牧れい／川瀬ミキ、佐川二郎、守山竜二、五野上力 |
| 10   | 7月13日  | 吸血ワラ人形の大予言          | 池田雄一              | 瀬川昌治 | 松橋登、高林由起子／渥美国泰、南利明、岡本富士太、団巌／山本緑、佐藤晟也、須賀良、田中久子／山田甲一、山浦栄、板橋恵美子、田遠実                                                                                 |
| 11   | 7月20日  | 真夏の海 殺しの請負業         | 高久進                | 小西通雄 | 小野川公三郎、牧れい、荒牧啓子／室田日出男、中田博久、山本昌平／奥野匡、相馬剛三、山田光一／竹村清女、佐川二郎、吉沢信子、酒井務                                                                                 |
| 12   | 7月27日  | 縛り首の木のある恐い町        | 小山内美江子          | 竹本弘一 | 中丸忠雄／伊藤るり子、三角八郎／田口計、安岡力也、三重街恒二、久地明／河合絃司、五野上力、田中久子、倉田妙子、立花ひろあき、井上雅子／酒井務、山岡淳二、菅原真一、増田哲夫、鈴木弘道                             |
| 13   | 8月3日   | 俺たちはダーディハリー3       | 高久進 佐藤肇         | 佐藤肇   | 岡本富士太、市地洋子／宮口二朗、片岡五郎、綾川香／国景子、松原光二、中村俊男／伊達弘、西本良治郎、山田甲一、相馬剛三、清水照夫、五野上力／佐川二郎、泉福之助、畑中猛重、比良元高、岩井松二郎                     |
| 14   | 8月10日  | 危機一髪! フーセンの寅        | 池田雄一              | 山内柏   | 日下武史、平泉征、小松方正／司美智子、西岡慶子、谷本小代子／須賀良、伊達弘、ピエール・カラメロ、霞涼二(刺青) |
| 15   | 8月17日  | 北極に向かって大追跡!（前編） | 高久進                | 竹本弘一 | 峰岸隆之介、土井かつえ／名和宏、八名信夫、松原光二／久地明、西本良治郎、山岡淳二、竹下誠治、永野明彦／足立義夫、田中智子、船川剛寿、田辺節子                                                                     |
| 16   | 8月24日  | 大雪渓殺人ドライブ（後編）    | 高久進                | 竹本弘一 | 峰岸隆之介、土井かつえ／名和宏、八名信夫、久地明／西本良治郎、山岡淳二、竹下誠治、永野明彦 |
| 17   | 8月31日  | 殺人鬼の見合い結婚!           | 池田雄一              | 鷹森立一 | 中原早苗／山本紀彦、柴田鋭子、山本昌平／河合絃司、山浦栄、志麻ひろ子、畑中猛重、木村修※ノンクレジット |
| 18   | 9月7日   | キャーッ! 死体が訪ねて来た    | 近藤正 小山内美江子   | 村山新治 | 南原宏治／榊ひろみ、清水綋治／須賀良、山浦栄、木村修、五野上力／沢田浩二、正村隆治、謝秀容、井上光雅 |
| 19   | 9月14日  | 幽霊と同棲する女              | 池田悦子              | 佐藤肇   | 岡田真澄／加藤和夫、相馬剛三、山田光一／立花ひろあき、中村俊男、河合絃司※ノンクレジット |
| 20   | 9月21日  | アベックギャングコンテスト    | 小山内美江子          | 鷹森立一 | 江夏夕子、南城竜也／今井健二、小林勝彦／清水照夫、西本良治郎、城春樹、畑中猛重、高野隆志／津森正夫、舟久保信之、練木三郎、田辺節子、城恵美／大屋祥三、草野泰政、中本恒夫、山岡淳二、春田三三夫、竹下誠治／根上淳 |
| 21   | 9月28日  | 刑事ボロンボ 花嫁交換殺人事件 | 池田雄一              | 瀬川昌治 | 真山知子、山口いづみ／梅津栄、藤村有弘／相馬剛三、河合絃司、木村修、山浦栄、山本緑／伊藤慶子、花島恭子、板橋恵美子、根本節子、駒沢とよ子                                                                         |
| 22   | 10月5日  | 真夜中の美女強盗団            | 近藤正                | 小西通雄 | 原良子、志摩みずえ／渥美国泰、原口剛／片桐陽子、木村修、山田光一、ロルフ・ジェーサー |
| 23   | 10月12日 | SOS黒猫と幻の女               | 佐藤純弥              | 佐藤純弥 | 多岐川裕美／三上真一郎、東野孝彦／中井啓輔、長沢大、フランツ・ジョーンズ／五野上力、木村修、美原亮三、峰洋子 |
| 24   | 10月19日 | 警官ギャング                  | 高久進                | 小西通雄 | 牧れい、室田日出男、中田博久／浜田ゆう子、須藤健、佐々木梨里、横山あきお／佐藤京一、河合絃司、相馬剛三、山田光一／木村修、五野上力、高野隆志、斎藤里花                                                           |
| 25   | 10月26日 | 結婚サギ師の華麗な冒険        | 近藤正                | 鷹森立一 | 水原麻記、佐々木功／角梨枝子、戸部夕子／奥野匡、滝川潤、須賀良／山浦栄、五野上力、守山竜二、佐川二郎 |
| 26   | 11月2日  | 燃えよ! ドラゴン日本上陸      | 高久進                | 山内柏   | 松川勉、高村ルナ、梅津栄／フランク・ジョーンズ、トニー・セテラ、大下哲矢、司欣也、河合絃司／木村修、清水照夫、横山繁、井上誠吾、足立義夫                                                                         |
| 27   | 11月9日  | レディ（秘）大作戦            | 小山内美江子          | 山口和彦 | 南原宏治／曽根晴美、高野真二／広瀬明、田川恒夫、河合絃司、山田甲一、山浦栄 |
| 28   | 11月16日 | おんな死刑執行人              | 小山内美江子          | 小西通雄 | 北川美佳／北原義郎、渥美国泰／平泉征、中村孝雄／山浦栄、西本良治郎、溝口久夫、宮地謙吾 |
| 29   | 11月23日 | 浮気の計算書                  | 池田雄一              | 佐藤純弥 | 竜崎勝／大川栄子／原良子、藤村有弘、伊丹幸雄／大泉滉、平野稔、佐藤晟也、亀山達也／沢田浩二、佐川二郎、溝口久夫、山本緑                                                                                           |
| 30   | 11月30日 | グラマー殺し屋部隊            | 高久進 佐藤肇         | 佐藤肇   | 宗方奈美、森秋子／清水綋治、浜かおる／国景子、柴田鋭子、小林千枝／河合絃司、相馬剛三、西本良治郎、五野上力、田中久子                                                                                             |
| 31   | 12月7日  | 本物？ 偽物？ 接吻泥棒        | 小山内美江子 泊里仁美 | 鷹森立一 | 斎藤美和、フランシスカ・ダフネ／田口計、長沢大／河合絃司、深沢英子、五野上力／フランツ・ジョーンズ、トニー・セテラ、ジャン・デュケネ                                                                             |
| 32   | 12月14日 | メスがオスを殺す瞬間!         | 池田雄一              | 山内柏   | 泉晶子／月丘千秋／袋正、六本木真、松原光二、浜田寅彦／フランク・ジョーンズ、峰洋子、守山竜二、打越正八、五野上力／角間進、比良元高、高野隆志、清水照夫、田中久子、芝さなえ                                       |
| 33   | 12月21日 | ジングルベルは殺しのテーマ    | 小山内美江子 泊里仁美 | 小西通雄 | 榊ひろみ、伊藤つかさ／小林勝彦、綾川香、杉江廣太郎／片岡五郎、相馬剛三、竹村清女、佐川二郎／西本良治郎、横山繁、溝口久夫、畑中猛重                                                                               |
| 34   | 12月28日 | 年忘れ新婚除夜の鐘            | 池田雄一              | 小西通雄 | 早瀬久美／進千賀子、三上真一郎／上野山功一、太刀川寛／山田光一、河合絃司、木村修、片桐陽子／トニー・マトブー、西本良治郎、畑中猛重、相馬剛三※ノンクレジット                                                      |

1975年
| 話数 | 放送日  | サブタイトル                    | 脚本                  | 監督     | ゲスト（太字はメインゲスト、クレジットタイトルの表記順。） |
| ---- | ------- | ------------------------------- | --------------------- | -------- | --- |
| 35   | 1月4日  | “1975”白銀に舞う大アクション!   | 高久進                | 小西通雄 | 今井健二、北川美佳／勝部演之、中村孝雄、真山譲治／岡部正純、陳龍、河合絃司／ロルフ・ジェーサー、相馬剛三、西本良治郎、鈴木弘道、益田哲夫                                                  |
| 36   | 1月11日 | 追出刑事暗殺計画!               | 高久進                | 山内柏   | 市地洋子、八代順子／浜田晃、三角八郎／片岡五郎、西岡慶子、水野谷左絵／宮崎あすか、尾崎ますみ、黒瀬領二、尾形とも子／山浦栄、平井一幸、横山繁、泉水直子                                    |
| 37   | 1月18日 | ヌードモデル コネクション       | 高久進                | 佐藤肇   | 峰岸隆之介、川崎あかね／牧れい、斉藤里花／森みつる、梅津栄、宮口二郎、田辺進三／大東梁佶、半田明子、相馬剛三、比良元高、佐川二郎／平沢信夫、川上竜太、岡崎夏子、足立義夫、小笠原剛        |
| 38   | 1月25日 | 結婚前夜! 吹雪の中の殺人        | 小山内美江子 泊里仁美 | 鷹森立一 | 今井健二、水原麻記／角梨枝子、永井秀明／真山譲治、相馬剛三、陳龍／池上明治、井上真彩子、西本良治郎、五野上力、安達由紀                                                                    |
| 39   | 2月1日  | 連続殺人! 女の事件簿            | 池田雄一              | 小西通雄 | 土井かつえ、戸部夕子／藤村有弘、千波丈太郎／富田仲次郎、人見きよし／河合絃司、東島祐子、山田光一、桐島好夫、山浦栄／木村修、相馬剛三、小池朱美、西本良治郎                                |
| 40   | 2月8日  | ミイラ連続殺人事件              | 小山内美江子          | 小林義明 | 三条泰子／楠田薫／睦五郎、蜷川幸雄／森下哲夫、田島義文／南城竜也、河合絃司 |
| 41   | 2月15日 | 全員! 覗き盗聴開始!             | 池田雄一              | 山内柏   | 緑魔子／橋本功、上野山功一／柴田英子、林ゆたか、伊藤高／河合絃司、谷本小代子、山浦栄、佐川二郎、打越正八、木村修                                                                          |
| 42   | 2月22日 | 赤い唇 おとり捜査官             | 高久進                | 鷹森立一 | 大門正明／渡辺文雄／小林勝彦、司美智子、田中浩／中田博久、松井紀美江、西本良治郎 |
| 43   | 3月1日  | 電話で人を殺す方法              | 池田雄一              | 小西通雄 | 三谷昇、小松方正／平泉征、藤山浩二、林靖子、田中久子／三井高、田辺進三、河合絃司、高野隆志、山田光一、佐川二郎／角友治郎、影山条二、平沢信夫、山浦栄、小早川泰子、沢田浩二※ノンクレジット |
| 44   | 3月8日  | 殺人パニック捜査官              | 高久進                | 鷹森立一 | 中原早苗／風間千代子、川崎あかね／八名信夫、フランツ・ジョーンズ、ロルフ・ジェーサー／金井進二、玉村駿太郎、山田光一／伊藤慶子、村松美枝子、田口和政                                      |
| 45   | 3月15日 | サラリーマン現金強盗団          | 池田雄一              | 小西通雄 | 奈良富士子、菅貫太郎／山下洵一郎、原良子／立原博、佐竹一夫／亀山達也、山田光一、相馬剛三、根本節子／西本良治郎、溝口久夫、山浦栄                                                          |
| 46   | 3月22日 | 芸術的に女を殺せ!               | 小山内美江子          | 小林義明 | 竜崎勝／伊藤るり子／北原義郎、渥美国泰、加藤和夫、高木均／中村文弥、千代田恵介、比良元高、泉水直子                                                                                        |
| 47   | 3月29日 | 私の葬式100万＄                 | 高久進                | 小西通雄 | 北川美佳／仲谷昇／宮口二郎、中村孝雄、当銀長太郎／高木彩、角友司郎、柳田豊、中塚康介、志保寛美／高野隆志、五野上力、西本良治郎、藤本えり子、横山繁／比良元高、宮地謙吾、溝口久夫、美原亮  |
| 48   | 4月5日  | 必殺! ママに捧げる犯罪          | 池田雄一              | 山内柏   | 浜田光夫／旭輝子、ホーン・ユキ／山本昌平、田口久美、遠藤征慈、団巌／野呂圭介、三重街恒二、須賀良、亀山達也、泉田洋志／ピエール・カラメロ、木村修、高鳥志敏、岩渕英二、小笠原剛            |
| 49   | 4月12日 | 助けて! 浴室裸体殺人事件        | 池田悦子              | 佐藤肇   | 志垣太郎／小野恵子、川合伸旺、高野真二／峰洋子、鹿地史郎、田中久子、藤ひとみ、菅冴子／河合絃司、守山竜二、比良元高、五野上力、須賀良、久地明／ファイティング原田(特別出演)                |
| 50   | 4月19日 | 神出鬼没! おしゃれ泥棒          | 小山内美江子          | 鷹森立一 | 八木昌子／天地総子／天津敏、東晃生、神谷政浩／土山登士幸、西本良治郎、山田光一、山浦栄、沢田浩二                                                                                          |
| 51   | 4月26日 | 午前零時13分の完全犯罪          | 池田雄一              | 村山新治 | 有吉ひとみ、佐々木功／滝田裕介、梅津栄、宗方奈美／山浦栄、仲塚康介、溝口久夫 |
| 52   | 5月3日  | 豚の生体実験式                  | 池田雄一              | 小西通雄 | 水原麻記／上野山功一、松川勉／平泉征、柴田英子／奥野匡、西本裕行、片桐陽子／根上淳 |
| 53   | 5月10日 | ニセ追出刑事 質屋猫ババ殺人事件 | 高久進                | 鷹森立一 | 田坂都、牧れい／小野川公三郎、浜かおる／曽根晴美、藤山浩二／横山あきお、八木秀司、石山克巳、打越正八／田中力、田中友子、小早川泰子、満山恵子                                              |
| 54   | 5月17日 | バーディー真昼に死す            | 小山内美江子          | 佐藤肇   | 南原宏治、三角八郎、司美智子、中井啓輔、高野真二、八名信夫、きくち英一、河合絃司、比良元高、五野上力、西本良治郎、菅冴子、高野隆志、さとうひとし、井出公一、今井由香、倉橋順子            |

## スタッフ
- プロデューサー：近藤照男、原弘男(TBS)
- 構成：深作欣二、佐藤純弥
- 脚本：「放映リスト」参照。
- ナレーター：芥川隆行
- 撮影：東光一、下村和夫、他
- 照明：大町博信、酒井信雄、渡辺俊亮、他
- 美術：兼子元、他
- 助監督：小林義明、他
- 進行主任：市倉正男、他
- 演技事務：吉田武彦
- 擬斗：西本良治郎、伊達弘
- 記録：佐々木禮子、他
- 美粧：入江プロ
- 衣裳：東京衣裳
- 録音：岩田広一（映広音響）
- 編集：望月徹、エディー編集室 他
- 選曲：武田正彦
- 現像：東映化学
- 音楽：菊池俊輔
- 監督：「放映リスト」参照。
- 製作：東映、TBS

## 音楽
- オープニング：「愛と死のパスポート」のインストゥルメンタル
- エンディング：「愛と死のパスポート」作詞：佐藤純弥　作曲：菊池俊輔　歌：嶋崎由理

※最終話のみインストゥルメンタル版を使用。
- 挿入歌
「明日なき男のバラード」作詞：佐藤純弥　作曲：菊池俊輔　歌：谷隼人
「恋の爆弾」作詞：安井かずみ　作曲：柳田ヒロ　歌：安西マリア（第27話で使用）
「こぼれ花」作詞：千家和也　作曲：遠藤実　編曲：斉藤恒夫　歌：倉田保昭（第47話で使用）
「積木の部屋」作詞：有馬三恵子　作曲・編曲：川口真　歌：布施明（第53話で使用）

## 番組の流れ
第1話〜第19話
- 前作「アイフル大作戦」からは丹波、藤木、谷、松岡、川口（丹波は『キイハンター』以来1年ぶりの主役復帰）。
- 新メンバーは、バーディ探偵局に韋駄典介に沖（元々アイフル探偵学校の生徒であったという設定）、バーディ探偵局の1階にあるゲームセンターのマネージャー・ココに和田、追出刑事の部下、行内（ゆかない）に小林。

第20話〜
- 第22話で沖、第23話で和田と最後に出演が途絶えてしまい、第27話のオープニングで正式な降板が明らかとなった。題名の変更に伴って、殉職などの具体的描写もないまま、この2人は劇中からフェードアウトしていった。
- 第24話より行内の恋人加納弘子婦警（牧）がセミレギュラーとして加入した。
- 第26・27話より新メンバーのドラゴン（倉田）、ミッチー（安西）、一条吾郎（岡本）が加入。このメンバーチェンジの前後よりコミカルな面が抑えられ、ハードなエピソードが主流となる。

出演者補足
- 丹波は『キイハンター』『アイフル大作戦』では出演しない回が多かったが、本作では主演エピソードは少ないものの、ほぼ全話近くに出演した。
- 沖は『キイハンター』への途中加入、フェードアウト以来の本格出演であったが、今回もフェードアウトとなった。
- 小林稔侍は本作が大人向けドラマでは初の本格レギュラー。終了後しばらくは再び脇役・端役の時代が続き、レギュラー出演が増えるのは1980年代に入ってからである。
- 最終話で谷隼人は冒頭から坊主頭で登場している。これは最終話の撮影より前に谷がレギュラー出演するドラマ『寺内貫太郎一家2』の撮影が始まっており、第1話で長男役の谷が坊主頭にして改心するシーンがあった為だと1987年9月13日に放送されたテレビ探偵団でのゲスト出演時に語っている。

次回作
- 本作後半のハードボイルド路線は次作『Gメン'75』でさらに本格化する。丹波の他、藤木、倉田、岡本は引き続き『Gメン'75』にもレギュラー（刑事）として出演した。

## 近畿地方のネット局について
近畿2府4県（実質的には、徳島県も含む）では、腸捻転時代の第47話までは朝日放送（ABC）で放送されていたが、腸捻転解消後の第48話から毎日放送（MBS）での放送に変わった。

## DVD・CS等での再放送
- CS放送では、2000年代に東映チャンネルにおける放送実績がある。2019年11月より、同じく東映チャンネルにて『アイフル大作戦』の再放送の後を受けて再放送された。
- 2020年5月13日・同年6月10日にはDVD-BOX デジタルリマスター版のPART1・PART2がそれぞれ発売されている。[3]
- 2024年2月1日から、YouTube「東映シアターオンライン」で、第1・2話が常時無料配信されている。